# 社会変革推進財団
社会変革推進財団（しゃかいへんかくすいしんざいだん）は、日本の団体。
日本財団に在籍していた工藤七子が、日本の社会的投資の普及の重要性を説き、日本財団内に設立した社会的投資推進室を前身とする。
日本財団がG8社会的インパクト投資タスクフォース（現Global Steering Group for Impact Investment: GSG）に民間代表として参画し、パリで開催されたグローバル会議に参加。このとき社会的投資推進財団となるが、2019年に社会的投資推進財団は社会変革推進機構と合併し、「社会変革推進財団」となる。
インパクトファイナンスの拡大を目指し、2021年11月にインパクト志向金融宣言を発足。

## 沿革
2013年　日本財団が日本におけるインパクト投資普及のための調査研究を開始
2014年　日本財団内に社会的投資推進室を発足、G8社会的インパクト投資タスクフォース（現 Global Steering Group for Impact Investment: GSG)に民間代表として日本財団が参画。日本財団がGSG国内諮問委員会の事務局を務める
2015年　横須賀市、尼崎市、福岡市等でソーシャル・インパクト・ボンド（SIB）のパイロット事業実施 
2016年　社会的インパクト評価イニシアチブ（現 社会的インパクト・マネジメント・イニシアチブ： SIMI）発足、事務局として参画
2017年　インパクト投資の市場構築に向けた取組みを本格化させるため、社会的投資推進財団を設立
2018年　神戸市、八王子市でヘルスケア分野のSIBを日本で初めて本格導入 神奈川県ヘルスケア・ニューフロンティア・ファンドへ参画
2019年　新生企業投資、みずほ銀行と協働でインパクト投資ファンドを設立・運営 一般財団法人社会変革推進機構と合併し、社会変革推進財団と改称

## 役員メンバー
- 理事長：大野修一 (2019年6月 - )　
  - 初代理事長：坂東眞理子（2018年9月 - 2020年6月）
- 専務理事：青柳光昌
- 常務理事：工藤七子
- 常務理事：髙石良伸

## インパクト投資の推進
社会変革推進財団は、2014年より、社会や環境に与えた変化や効果を可視化する「社会的インパクト評価」に着目し、実践。G8社会的インパクト投資タスクフォース（現 Global Steering Group for Impact Investment: GSG)に民間代表として参加後、GSG国内諮問委員会の設立に携わる。

## インパクト投資の実績
- 日本財団ソーシャル・チェンジ・メーカーズの卒業生への出資・支援
- はたらくFUND
- ADDressへの出資・支援
- ハルキゲニアラボ

## インパクト投資における調査・報告書
社会変革推進財団は、GSG国内諮問委員会の事務局を務めており、以下の調査報告書の発行を担っている。
- 「日本におけるインパクト投資の現状　2014年調査」報告書
- 「日本におけるインパクト投資の現状　2016年度調査」報告書
- 「日本におけるインパクト投資の現状　2017年度調査」報告書
- 「日本におけるインパクト投資の現状　2018年度調査」報告書
- 「日本におけるインパクト投資の現状　2019年度調査」報告書
- 「日本におけるインパクト投資の現状と報告　2020年度調査」報告書

また、一般消費者のインパクト投資における関心度・認知度を調査し、公開している。
- 2019年度　インパクト投資に関する一般消費者意識調査
- 2020年度　インパクト投資に関する一般消費者意識調査